# Онопрієнко Оксана Володимирівна
Онопріє́нко Окса́на Володи́мирівна (нар. 31 грудня 1968 року, Київ, УРСР, СРСР) — педагог, методист початкової освіти, доктор педагогічних наук (2021), старший науковий співробітник (2011), завідувач відділу початкової освіти імені О. Я. Савченко Інституту педагогіки НАПН України (з 2010), член-кореспондент НАПНУ (2025), методист початкової освіти.

## Біоргафічні дані
Народилась 31 грудня 1968 року в Києві.
У 1993 році закінчила Київський державний педагогічний інститут імені М.П. Драгоманова за спеціальністю «Педагогіка і методика початкового навчання». 
З 1988 по 2003 рік працювала вчителем початкових класів у закладах загальної середньої освіти Києва. Наукову діяльність розпочала в 2003 році. 
У 2007 році закінчила навчання в аспірантурі, а в 2017 — в докторантурі Інституту педагогіки НАПН України. У 2009 році присуджено науковий ступінь кандидата педагогічних наук, в 2021 — доктора педагогічних наук за спеціальністю — теорія навчання. У 2011 році присвоєно наукове звання старшого наукового співробітника.

## Наукова робота
Наукові дослідження: теорія початкового навчання, моніторинг навчальних досягнень молодших школярів, методика й практика навчання математики учнів початкової школи. Брала участь у розробленні дидактичних систем оцінювання навчальних досягнень учнів початкової школи, державних стандартів початкової освіти (2011, 2018), типових освітніх та навчальних програм для 1–4 класів, програм незалежного тестування фахових знань та вмінь учителів початкової школи, дидактично-методичної системи навчання молодших школярів математики.
Науковий керівник досліджень відділу початкової освіти «Формування ключових і предметних компетентностей молодших школярів у навчальному процесі» (2010—2013), «Дидактико-методичний супровід компетентнісно орієнтованого навчання у початковій школі» (2017—2019), «Технології компетентнісно орієнтованого навчання у початковій школі» (2020—2022). Автор понад 220 наукових публікацій, підручників, навчальних і методичних посібників для учнів і вчителів початкової школи.

### Основні праці
За ЕСУ:
- НУШ: методика навчання математики у 1–2 класах закладів загальної середньої освіти на засадах інтегративного і компетентнісного підходів: Навч.-метод. посіб. Х., 2019 (співавтор);
- НУШ: методика навчання математики у 3–4 класах закладів загальної середньої освіти на засадах інтегративного і компетентнісного підходів: Навч.-метод. посіб. Х., 2020 (співавтор);
- Дидактико-методичні засади контролю й оцінювання навчальних досягнень молодших школярів. К., 2020;
- Інструментарій оцінювання результатів компетентнісно орієнтованого навчання молодших школярів: Метод. посіб. К., 2020;
- Нова українська школа: інноваційна система оцінювання результатів навчання учнів початкової школи: Навч.-метод. посіб. Х., 2021[1].

## Нагороди та вшанування
- Нагороджена медаллю НАПН України «Ушинський К.Д.»[3]
- До ювілею співробітниками ДНПБ України імені В. О. Сухомлинського підготовано книжкову виставку «Оксана Володимирівна Онопрієнко — український педагог, учений, методист початкової освіти», яка експонувалася в загальному читальному залі з 26 грудня 2018 до 09 січня 2019 року[4].